# Подимне (одиниця оподаткування)
Поди́мне, "подимщина", "димне", "дим" — одна з форм феодального податку в Київській Русі та на українських землях, що перебували під владою феодальної Литви і Польщі у XIV–XVIII століттях. У середні віки податок стягувався з кожного багаття або вогнища, який був постійним збором, що стягувався з кожної хати. Назва походить від одиниці оподаткування — диму (будинку, двору з димарем). 
У IX–XVIII століттях князівські та приватні піддані на українських землях платили подимне у вигляді данини грошовій і натуральній формах. "Дим" — це господарство великої нерозділеної родини або окремої малої родини, що складалося з господарського двору, житлового будинку, господарських будівель, орних полів та сільськогосподарських угідь. У 1300-1400-х роках на українських землях  Великого князівства Литовського та Королівства Польського великокнязівські та шляхетські селяни сплачували подимне, або "подимщину" на користь Великого князівства або короля систематично, інколи не щорічно, а раз на три роки. У першій третині XVI століття право збору подимщини із приватних підданих великокнязівська та королівська влада передає виключно в руки феодальної знаті. 1507 року подібний привілей отримала шляхта Подільської землі, а 1529 року — Київської.
За часів Київської Русі подимне сплачували феодалам селяни-общинники. Найдовше подимне збиралося на українських, білоруських та західноросійських землях.
В Україні та в Білорусі у XV–XVII століттях подимне сплачували на користь литовського великого князя і польського короля державні селяни-данники й частково панські селяни зі своїх земельних ділянок у натуральній та частково грошовій формі.
На Поліссі і Придніпров'ї одиницею оподаткування, поряд з «димом», було дворище, до якого часто входило кілька «димів» — хат, де жили окремі сім'ї. В такому разі подимне сплачувалося від кожного «диму». Починаючи з XVI століття подимне перетворилося на звичайний натуральний та грошовий чинш.
Перехід решти українських земель до складу Речі Посполитої у 1569 році сприяв поширенню кріпацтва на цих землях, хоча й не в такому обсязі, як на Західній Україні. У Галичині, наприклад, панщина тривала від 3 до 6 днів на тиждень, тоді як на землях Південної Київщини кількість днів обов'язкового відробітку панові, міг варіюватися від одного дня до трьох днів на тиждень. Крім того, дні відробітку накладалися не на окремі селянські господарства — дими, а на об'єднання дворів, де могло проживати кілька поколінь однієї селянської родини — так звані дворища. Дими поділялися на ринкові, вуличні, передміські. Опадатковувалися також менші дими — «убогі» (халупи), приватні дворища, «огородники».